# Südbiboki
Südbiboki (indonesisch Biboki Seletan) ist ein Distrikt (Kecamatan) des indonesischen Regierungsbezirks (Kabupaten) Nordzentraltimor (Timor Tengah Utara) in der Provinz Ost-Nusa-Tenggara (Nusa Tenggara Timur) auf der Insel Timor. Der Verwaltungssitz befindet sich in Manufui im Desa Upfaon.

## Geographie
| „Dorf“ (Desa) | Verwaltungssitz | Fläche    | Meereshöhe | Einwohner | Bevölkerungs- dichte |
| ------------- | --------------- | --------- | ---------- | --------- | -------------------- |
| Pantae        | Opo             | 38,00 km² | 355 m      | 956       | 25                   |
| Oenaem        | Nikat           | 24,00 km² | 364 m      | 553       | 23                   |
| Upfaon        | Manufui         | 12,42 km² | 408 m      | 2.389     | 192                  |
| Tautpah       | Sufa            | 24,00 km² | 427 m      | 1.065     | 44                   |
| Tokbesi       | Naileku         | 4,86 km²  | 635 m      | 1.040     | 214                  |
| Supun         | Supun           | 5,37 km²  | 625 m      | 1.191     | 222                  |
| Sainiup       | Haumeni         | 23,02 km² | 613 m      | 999       | 43                   |
| Tunbaen       | Banulu          | 32,50 km² | -          | 1.100     | 34                   |
| Tamkesi       | Tamkesi         | -         | -          | 302       | -                    |

Südbiboki liegt im Osten des Regierungsbezirks Nordzentraltimor. Südlich von Südbiboki befindet sich der Distrikt Insana, westlich der Distrikt Zentralinsana (Insana Tengah), nördlich die Distrikte Biboki Moenleu und  Biboki Feotleu und östlich die Distrikte Nordbiboki (Biboki Utara) und Biboki Tanpah. Südbiboki hat eine Fläche von 164,17 km².
Der Distrikt unterteilt sich in acht Dörfer (indonesisch Desa). Dazu kommt Tamkesi, bei dem es sich um eine „Desa in Vorbereitung handelt.“ Die größte Fläche nimmt mit 38,00 km² das Desa Pantae ein.
Das tropische Klima wird von einer Regenzeit von Dezember bis März und einer Trockenzeit von Juni bis September bestimmt.
Zu den einheimischen Pflanzen gehören Palmyrapalmen, Bambus, Kokosnuss, Teak, Mahagoni und Lamtoro. Bewaldet sind 22.812,50 Hektar.

## Einwohner
2016 lebten im Distrikt 9.595 Menschen (4.758 Männer und 4.837 Frauen) in 2.273 Haushalten. Die Bevölkerungsdichte beträgt 58 Einwohner pro Quadratkilometer. 2016 gab es im Distrikt 168 Geburten und 61 Todesfälle. 1.127 Einwohner waren 0 bis 4 Jahre alt, 155 waren 75 Jahre oder älter. Die meisten Menschen leben im Desa Upfaon (2.389 Einwohner). 9.449 Menschen bekennen sich zum katholischen Glauben, 132 Personen sind Protestanten und 14 Muslime. Es gibt neun katholische Kirchen und in Upfaon eine protestantische Kirche im Distrikt.

## Öffentliche Einrichtungen
Im Distrikt gibt es einen Kindergarten, neun Grundschulen, drei Junior High Schools und eine Senior High School. 42 Gesundheitseinrichtungen stehen für eine medizinische Versorgung zur Verfügung.

## Wirtschaft und Infrastruktur
Auf 97 Hektar wurde im Distrikt 2015 Reis angebaut und 264 Tonnen geerntet. Auf 1.332 Hektar erzielte man eine Ernte von 2.785 Tonnen Mais und 196 Hektar brachten 2.743 Tonnen Maniok. An Obst erntete 2016 man Avocados, Mangos, Rambutan, Zitrusfrüchte, Papayas, Bananen und Ananas. Weitere landwirtschaftliche Produkte sind Kokosnüsse, Kaffee, Pekannüsse, Cashewnüsse, Kakao, Vanille, Tomaten, Süßkartoffeln, Grüne Bohnen, Grünkohl und Süßkartoffeln. 2016 hielt man als Nutztiere 4.329 Rinder, 22 Wasserbüffel, 158 Pferde, 3.362 Ziegen, 4.643 Schweine und 3.448 Hühner.